# Arnold Reimann
Arnold Friedrich Siegfried Reimann (* 10. Oktober 1870 in Bütow; † 2. Juni 1938) war ein Berliner Gymnasiallehrer für Deutsch und Geschichte sowie Stadtschulrat. Er trat für einen stark nationalistischen Geschichtsunterricht ein und war führend bei der Integration des Schulfaches im Geist des Nationalsozialismus.

## Leben
Reimann wurde 1900 in Berlin mit einer Dissertation über die Nürnberger Humanistenfamilie Pirckheimer promoviert. Ab 1904 bis 1909 unterrichtete er am Luisenstädtischem Gymnasium, er war Kreisschulinspektor 1910–1913, Direktor der Margaretenschule 1914–1915, 1916 wurde er Stadtschulrat, in der Revolution 1918/19 als Mitglied der DNVP jedoch nicht als Schulrat bestätigt und amtierte ab 1922 als Schulleiter des angesehenen Berlinischen Gymnasiums zum Grauen Kloster bis zum 1. April 1933, als er „aus gesundheitlichen Gründen“ in den Ruhestand trat. Er publizierte zahlreiche Schulbücher für den Geschichts- und Deutschunterricht. Dabei unterstützte er zeitlose Heldenverehrung für antike Kriegstaten, so für die Schlacht an den Thermopylen, und die Revision des Versailler Vertrages. Seine Geschichtsbücher wurden aber lange nicht in Preußen zugelassen, da sie zu nationalistisch waren. Sein Widersacher war der Leiter der Zulassungskommission im preußischen Kultusministerium Siegfried Kawerau. Ab 1933 änderte er die Bücher im Sinne der neuen Machthaber, allerdings zu zaghaft, so dass er 1935 in Ungnade fiel. Vorher hatte ihn Martin Löpelmann, ein altes NSDAP-Mitglied im Reichserziehungsministerium, noch gestützt.
Von 1923 bis 1934 war er Vorsitzender im Verband der Geschichtslehrer Deutschlands, ab Juni 1933 satzungswidrig, und betrieb willfährig die Gleichschaltung des Verbandes in den NS-Lehrerbund, wurde dort aber von Moritz Edelmann verdrängt.
Nach Ende des Zweiten Weltkrieges kam Reimanns Schrift Hindenburg und Ludendorff (Oestergaard, Berlin 1936) in der Sowjetischen Besatzungszone auf die Liste der auszusondernden Literatur.

## Schriften (Auswahl)
- Pirckheimer-Studien I+II, Diss. Berlin 1900 (Digitalisat)
- Geschichtswerk für höhere Schulen, Neunteilige Ausgabe, München-Berlin 1925–1931
- Hindenburg und Ludendorff, Berlin 1936
- Die älteren Pirckheimer. Geschichte eines Nürnberger Patriziergeschlechtes im Zeitalter des Frühhumanismus (bis 1501). Hg. aus dem Nachlaß v. Hans Rupprich, Leipzig 1944